# Hamid Remas
Hamid Remas (de son vrai nom Mohammed Remas) est un metteur en scène et comédien algérien né le 11 mars 1949 à Oran (Algérie), et mort le 25 novembre 2016.

## Biographie

### Jeunesse
Il intègre le lycée Ibn Badis (ex Ardaillon) en 1962, repéré et encouragé par son prof d'éducation physique et sportive (EPS), Mr Lebiay, a rejoindre l'équipe d'athlétisme du lycée comme sprinteur (100 m/200 m et 100 m haies). Il intègre le club de l'ASPTT d'Oran, là où il a fait ses classes (cadet, junior, senior). Il s'inscrit parallèlement à l'association artistique et  culturelle (El masrah oua cinéma) comme comédien  et musicien (accordéoniste), ayant suivi également des cours de musique et de théâtre au conservatoire d'Oran.
En 1967, il participe à un concours qu'il emporte et qui lui permet d'intégrer l'Institut national d'art dramatique de Bordj El Kiffan à Alger.

### Carrière
En 1973, il devient membre fondateur de la troupe théâtrale sous l'égide du ministère de la jeunesse et des sports avec entre autres: Fellag, Sonia, Mahcene Amar, Marir Djamel, etc. Il anime des émissions de radio en parallèle sur Alger Chaîne 3.
Entre 1975-1976, il intègre le théâtre d'Annaba et de Constantine (TRAC) sous la direction de Sid Ahmed Agoumi en qualité de comédien.
En 1976, il intègre la Direction générale des affaires sociales et culturelles de Sonatrach en qualité d'animateur culturel et membre fondateur de la troupe théâtrale pour adulte et enfants de l'entreprise.
En 1979, il intègre le théâtre national d'Alger, là où il prend sa retraite en 2001.
Il met en scène plusieurs  pièces de théâtrale entre autres : El bedla el Baida de Ray Bradbury, El biaa d'Alaoua boujadi, Forja ou Besma qu'il écrit lui-même.
Il interprète plusieurs rôles sur les planches parisienne notamment dans: Les Fusils de la mère Carrar de Bertolt Brecht, Chantiers navals et La pluie de Rachid Boudjedra, sous la direction du metteur en scène Antoine Caubet.
Hamid Remas a notamment interprété beaucoup de rôles sous le regard de la 35 mm dans les longs métrages entre autres: Le Moulin de monsieur Fabre et Mustapha Ben boulaid d'Ahmed Rachedi, Hassan Taxi de Slim Riad, Ah ya Hassan et La voisine et Archipels de sable de Ghouti Bendedouche, Rachida de Yamina Bachir-Chouikh, La dernière solution de Rachid Bennallal, Voyage à Alger d'Abdelkrim Bahloul, Parfums d'Alger de Rachid Benhaj, etc.